# Nuvole barocche/E fu la notte
Nuvole barocche/E fu la notte è il primo singolo di Fabrizio De André, pubblicato in Italia dalla Karim.

## Storia
Fu pubblicato nell'ottobre del 1961 con copertina standard forata; la ristampa del 1971 della Roman Record Company invece aveva una copertina curata dall'Up & Down Studio.
Le due canzoni vennero poi ripudiate dal cantautore genovese, che le considererà estranee alla sua discografia, riferendosi loro come «due peccati di gioventù» e non reincidendole, né in studio né dal vivo.

## Produzione
La registrazione fu effettuata su un apparecchio Ampex a tre piste in uno studio ricavato nei locali sottostanti il negozio della Dischi Ricordi di Milano; l'orchestra è diretta da Gian Piero Reverberi, e le canzoni sono edite dalle Edizioni musicali Settenote.
Questi due brani differiscono notevolmente dal resto del repertorio di De André anche per quanto riguarda l'utilizzo della voce, che sembra ispirato all'interpretazione vocale di Gilbert Bécaud, fonte di ispirazione per i cantautori italiani del periodo (Modugno, Bindi, Fidenco) per quanto riguarda la vocalità attraverso pronuncia e timbro. Anche i testi differiscono dal successivo genere del cantautore.

## Tracce
1. Nuvole barocche (testo: Gianni Lario – musica: Fabrizio De André e Carlo Cesare Stanisci)
2. E fu la notte (testo: Franco Franchi – musica: Carlo Cesare Stanisci e Arrigo Amadesi[5])